# Медора (Індіана)
Медора (англ. Medora) — місто (англ. town) в США, в окрузі Джексон штату Індіана. Населення — 635 осіб (2020).

## Географія
Медора розташована за координатами 38°49′28″ пн. ш. 86°10′20″ зх. д. / 38.82444° пн. ш. 86.17222° зх. д. (38.824577, -86.172244).  За даними Бюро перепису населення США в 2010 році місто мало площу 0,86 км², з яких 0,85 км² — суходіл та 0,00 км² — водойми.

## Демографія
Згідно з переписом 2010 року, у місті мешкали 693 особи в 279 домогосподарствах у складі 188 родин. Густота населення становила 809 осіб/км².  Було 315 помешкань (368/км²).
Расовий склад населення:
| - 97,3 % — білих - 0,4 % — вихідців з тихоокеанських островів - 0,1 % — корінних американців - 0,1 % — чорних або афроамериканців |

До двох чи більше рас належало 2,0 %. Частка іспаномовних становила 1,0 % від усіх жителів.
За віковим діапазоном населення розподілялося таким чином: 26,1 % — особи молодші 18 років, 56,9 % — особи у віці 18—64 років, 17,0 % — особи у віці 65 років та старші. Медіана віку мешканця становила 38,6 року. На 100 осіб жіночої статі у місті припадало 99,1 чоловіків;  на 100 жінок у віці від 18 років та старших — 90,3 чоловіків також старших 18 років.
Середній дохід на одне домашнє господарство  становив 40 817 доларів США (медіана — 28 333), а середній дохід на одну сім'ю — 46 550 доларів (медіана — 43 125). За межею бідності перебувало 25,6 % осіб, у тому числі 35,4 % дітей у віці до 18 років та 11,0 % осіб у віці 65 років та старших.
Цивільне працевлаштоване населення становило 186 осіб. Основні галузі зайнятості: виробництво — 30,6 %, освіта, охорона здоров'я та соціальна допомога — 13,4 %, роздрібна торгівля — 12,4 %.